# NGC 3881
NGC 3881 este o galaxie lenticulară situată în constelația Ursa Mare. A fost descoperită în 29 aprilie 1827 de către John Herschel. Se află la o distanță de 134,51 de megaparseci de Pământ.